# 哈佛藝術博物館
哈佛藝術博物館（英語：Harvard Art Museums）是一座隸屬於哈佛大學的藝術博物館，由三座博物館及四座研究中心所組成，其中三座博物館為：福格藝術博物館（建立於1895年）、萊辛格博物館（建立於1903年）及薩克勒博物館（建立於1985年）；另四座研究中心為：薩第斯考古勘探研究中心（成立於1958）、現代藝術技術研究中心（成立於2002年）、哈佛藝術博物館檔案庫及史特勞斯保護技術研究中心（成立於1928年）。這三座博物館於1983年時整合為一個機構，最初命名為哈佛大學藝術博物館。在2008年時，將大學二字從機構名稱中移除而成現在的名稱：哈佛藝術博物館。博物館內藏有來自歐洲、北美洲、北非、中東、南亞、東亞及東南亞等等各地區從古至今的藏品約25萬件。

## 歷史
佛格博物館是在1895年以用威廉海斯佛格先生意外的遺贈籌建起來的博物館，主要藏品為西方繪畫、雕刻、素描、印刷品和照片。萊辛格博物館以“德國博物館”為名而於1903年成立，主要藏品為德語國家的藝術，包含素描、照片及印刷品，並收藏文藝復興、巴洛克時期藝術品，同時展示中歐、北歐文化藝術。薩克勒博物館建於1985年，以該館的當時最大捐贈人薩克勒為名，主要收藏古代亞洲、伊斯蘭教和印度教的藝術品，如中國古代青銅器、玉器、陶瓷、古代繪畫和佛教雕刻及北韓陶瓷、日本浮世繪、印度繪畫、阿拉伯書法、波斯地毯、希臘和羅馬古青銅器、石雕等。
哈佛藝術博物館於2008年將劍橋昆西街32號舊有建物關閉以利擴建整修工程的進行。在此次的擴建整修工程最初階段，從2008年9月至2013年1月，位於劍橋百老匯485號的薩克勒博物館接替了昆西街32號舊建物的選自佛格博物館、萊辛格博物館及本身薩克勒博物館藏品展出工作。此一工程預計於2014年完成，屆時昆西街32號擴建後的建物將連接佛格博物館、萊辛格博物館及薩克勒博物館而成為一座先進的展館設施，其主要設計者為建築師倫佐·皮亞諾。
- 佛格博物館
- 萊辛格博物館舊館（1921-1991）：阿道夫布施堂（英语：Adolphus Busch Hall）
- 薩克勒博物館

## 歷任館長
- 西摩·史立夫（英语：Seymour Slive）: 1975–1991
- 詹姆士·庫諾（英语：James Cuno）: 1991–2002
- 湯姆斯·蘭茲（英语：Thomas W. Lentz）: 2003–至今

## 外部連結
- 哈佛藝術博物館官網（页面存档备份，存于）
- 薩第斯考古勘探研究中心（页面存档备份，存于）
- 現代藝術技術研究中心（页面存档备份，存于）
- 哈佛藝術博物館檔案庫（页面存档备份，存于）
- 史特勞斯保護技術研究中心
- 哈佛藝術博物館搜尋入口（页面存档备份，存于）
- 哈佛大學官網（页面存档备份，存于）